# Lego Dimensions
Lego Dimensions ist ein Videospiel des britischen Entwicklers TT Games für die Spielkonsolen PlayStation 4, PlayStation 3, Xbox One, Xbox 360 und Wii U. Das Action-Adventure erschien im September 2015. Spieler können reale Lego-Figuren und -Steine auf das so genannte Toy-Pad stellen, wodurch diese im Spiel spielbar werden („Toys-to-life“). Ende Oktober 2017 gab Warner Bros. bekannt, dass man Lego Dimensions noch vor Abschluss des 3-Jahres-Plans einstellt.

## Handlung
Auf dem Planeten Vorton im Zentrum des Lego Multiversum versucht der böse Lord Vortech verschiedene Elemente zu finden, mit denen er das gesamte Universum beherrschen kann. Diese Elemente sind allerdings überall verstreut und so lässt er verschiedene Universen kollidieren, um Elemente wie die rubinroten Halbschuhe aus Der Zauberer von Oz oder Kryptonit aus dem DC-Universum zu bekommen. Inmitten dieses vereinten Universums treffen die drei Figuren Batman, Gandalf und Wyldstyle aus The LEGO Movie aufeinander, die jeweils einen Freund verloren haben. Batman hat Robin verloren, Gandalf hat Frodo verloren und Wyldstyle Eisenbart. Auf ihrer Reise begegnen sie nicht nur anderen Figuren, wie Marty McFly aus Zurück in die Zukunft, sondern erfahren immer mehr über Lord Vortech und seinen Plan und entdecken neue mysteriöse Steine, die den Figuren spezielle Fähigkeiten geben.

### Themen
Das Spiel verfügt über folgende Themen bzw. Universen:
- DC Comics
- Der Herr der Ringe
- The LEGO Movie
- Zurück in die Zukunft
- Der Zauberer von Oz
- Jurassic World
- Portal 2
- Scooby-Doo
- Ninjago
- Legenden von Chima
- Doctor Who
- Die Simpsons
- Midway Arcade
- Ghostbusters – Die Geisterjäger
- Adventure Time – Abenteuerzeit mit Finn und Jake
- Harry Potter
- Das A-Team
- Ghostbusters 2016
- Mission: Impossible
- Phantastische Tierwesen und wo sie zu finden sind
- E.T. – Der Außerirdische
- Sonic the Hedgehog
- Gremlins – Kleine Monster
- Die Goonies
- Lego City Undercover
- Beetlejuice
- The LEGO Batman Movie
- Powerpuff Girls
- Teen Titans Go!
- Knight Rider

Jedes dieser Universen bietet eine eigene offene Spielwelt, die frei zu erkunden ist und mit Quests und Aufgaben versehen ist. Allerdings benötigt man zum Betreten und Freischalten dieser Welt eine der jeweiligen Figuren.

## Spielprinzip
Wie in anderen Lego-Videospielen folgt man einer linearen Geschichte, die 14 Level umfasst. Jedes Level nimmt sich ein anderes Universum als Handlungsort (z. B. Der Zauberer von Oz). Die größte Neuheit in diesem Spiel, im Vergleich zu früheren Lego-Videospielen, ist das Toys-to-Life-System. Man benutzt reales Spielzeug und fügt es mittels Toy-Pad, der Schnittpunkt zwischen Realität und Spiel, in das Videospiel ein. Das Spielzeug selbst wird nicht benötigt, um zu spielen. Es wird nur der sogenannte Toy-Tag, der an das Spielzeug angebracht ist, benötigt. Es gibt zwei verschiedene Toy-Tags: Der Charakter-Toy-Tag, auf dem die Figuren schon im Voraus gespeichert sind, und der Gegenstand-Toy-Tag, auf dem jedes Fahrzeug oder Gadget gespeichert werden und auch überschrieben werden kann. Es haben bis zu sieben Toy-Tags auf dem Toy-Pad Platz, die jederzeit darauf gestellt werden und genommen werden können.
Seit dem Update vom 3. November 2015 können gegen In-Game-Währung für kurze Zeit bisher erschienene Figuren „ausgeborgt“ werden, um spezielle Rätsel im Spiel zu lösen.

## Entwicklungs- und Veröffentlichungsgeschichte
Abseits vom Starter-Pack gibt es noch weitere Packs zum Kaufen, um neue Figuren, Fahrzeuge, Level und Welten freizuschalten.
| Name des Packs | Inhalt                         |
| Starter Pack   |                                |
| -------------- | ------------------------------ |
| Starter Pack   | Lego Dimensions Videospiel     |
| Starter Pack   | Bauset für Lego Gateway        |
| Starter Pack   | Lego Toy Pad                   |
| Starter Pack   | Anleitung für das Lego Gateway |
| Starter Pack   | Batman                         |
| Starter Pack   | Gandalf                        |
| Starter Pack   | Wyldstyle                      |
| Starter Pack   | Batmobil                       |

### Story Packs
Story Packs kommen mit jeweils einer Minifigur, einem Fahrzeug oder Gadget, ein Bauset für das Toypad und sechs Level, die vom jeweiligen Film, auf dem das Pack basiert, handeln.
| Franchise                                         | Name des Packs                                               | Lego-Set Nr. | Inhalt                                                       |
| ------------------------------------------------- | ------------------------------------------------------------ | ------------ | ------------------------------------------------------------ |
| Ghostbusters (2016)                               | New Ghostbusters Story Pack                                  | 71242        | Abby Yates                                                   |
| Ghostbusters (2016)                               | New Ghostbusters Story Pack                                  | 71242        | Ecto-1                                                       |
| Ghostbusters (2016)                               | New Ghostbusters Story Pack                                  | 71242        | Zhu’s chinesisches Restaurant                                |
| Ghostbusters (2016)                               | New Ghostbusters Story Pack                                  | 71242        | 6 Level zu Ghostbusters (2016)                               |
| Phantastische Tierwesen und wo sie zu finden sind | Phantastische Tierwesen und wo sie zu finden sind Story Pack | 71253        | Newt Scamander                                               |
| Phantastische Tierwesen und wo sie zu finden sind | Phantastische Tierwesen und wo sie zu finden sind Story Pack | 71253        | Niffler                                                      |
| Phantastische Tierwesen und wo sie zu finden sind | Phantastische Tierwesen und wo sie zu finden sind Story Pack | 71253        | MACUSA                                                       |
| Phantastische Tierwesen und wo sie zu finden sind | Phantastische Tierwesen und wo sie zu finden sind Story Pack | 71253        | 6 Level zu Phantastische Tierwesen und wo sie zu finden sind |
| The LEGO Batman Movie                             | The LEGO Batman Movie Story Pack                             | 71264        | Batgirl                                                      |
| The LEGO Batman Movie                             | The LEGO Batman Movie Story Pack                             | 71264        | Robin                                                        |
| The LEGO Batman Movie                             | The LEGO Batman Movie Story Pack                             | 71264        | Batwing                                                      |
| The LEGO Batman Movie                             | The LEGO Batman Movie Story Pack                             | 71264        | Bat-Computer                                                 |
| The LEGO Batman Movie                             | The LEGO Batman Movie Story Pack                             | 71264        | 6 Level zu The LEGO Batman Movie                             |

### Level Packs
Level Packs kommen mit jeweils einer Minifigur, zwei Fahrzeugen und/oder Gadgets und einem weiteren Level für das Spiel.
| Franchise             | Name des Packs                   | Lego-Set Nr. | Inhalt                       |
| --------------------- | -------------------------------- | ------------ | ---------------------------- |
| Zurück in die Zukunft | Zurück in die Zukunft Level Pack | 71201        | Marty McFly                  |
| Zurück in die Zukunft | Zurück in die Zukunft Level Pack | 71201        | DeLorean-Zeitmaschine        |
| Zurück in die Zukunft | Zurück in die Zukunft Level Pack | 71201        | Hoverboard                   |
| Zurück in die Zukunft | Zurück in die Zukunft Level Pack | 71201        | Zurück-in-die-Zukunft-Level  |
| Portal 2              | Portal 2 Level Pack              | 71203        | Chell                        |
| Portal 2              | Portal 2 Level Pack              | 71203        | Companion Cube               |
| Portal 2              | Portal 2 Level Pack              | 71203        | Sentry Turret                |
| Portal 2              | Portal 2 Level Pack              | 71203        | Portal-2-Level               |
| Die Simpsons          | Die Simpsons Level Pack          | 71202        | Homer Simpson                |
| Die Simpsons          | Die Simpsons Level Pack          | 71202        | Homers Auto                  |
| Die Simpsons          | Die Simpsons Level Pack          | 71202        | Taunt-o-Vision               |
| Die Simpsons          | Die Simpsons Level Pack          | 71202        | Die-Simpsons-Level           |
| Doctor Who            | Doctor Who Level Pack            | 71204        | Der Doktor                   |
| Doctor Who            | Doctor Who Level Pack            | 71204        | TARDIS                       |
| Doctor Who            | Doctor Who Level Pack            | 71204        | K-9                          |
| Doctor Who            | Doctor Who Level Pack            | 71204        | Doctor-Who-Level             |
| Ghostbusters          | Ghostbusters Level Pack          | 71228        | Peter Venkman                |
| Ghostbusters          | Ghostbusters Level Pack          | 71228        | ECTO-1                       |
| Ghostbusters          | Ghostbusters Level Pack          | 71228        | Geisterfalle                 |
| Ghostbusters          | Ghostbusters Level Pack          | 71228        | Ghostbusters-Level           |
| Midway Arcade         | Midway Arcade Level Pack         | 71235        | Gamer                        |
| Midway Arcade         | Midway Arcade Level Pack         | 71235        | G-6155 Spy Hunter            |
| Midway Arcade         | Midway Arcade Level Pack         | 71235        | Arcademaschine               |
| Midway Arcade         | Midway Arcade Level Pack         | 71235        | Midway-Arcade-Level          |
| Mission: Impossible   | Mission: Impossible Level Pack   | 71248        | Ethan Hunt                   |
| Mission: Impossible   | Mission: Impossible Level Pack   | 71248        | IMF Scrambler                |
| Mission: Impossible   | Mission: Impossible Level Pack   | 71248        | IMF Sport Car                |
| Mission: Impossible   | Mission: Impossible Level Pack   | 71248        | Mission-Impossible-Level     |
| Adventure Time        | Adventure Time Level Pack        | 71245        | Finn                         |
| Adventure Time        | Adventure Time Level Pack        | 71245        | Jakemobile                   |
| Adventure Time        | Adventure Time Level Pack        | 71245        | Alter Kriegselefant          |
| Adventure Time        | Adventure Time Level Pack        | 71245        | Adventure-Time-Level         |
| Sonic the Hedgehog    | Sonic the Hedgehog Level Pack    | 71244        | Sonic the Hedgehog           |
| Sonic the Hedgehog    | Sonic the Hedgehog Level Pack    | 71244        | Sonic Speedster              |
| Sonic the Hedgehog    | Sonic the Hedgehog Level Pack    | 71244        | The Tornado                  |
| Sonic the Hedgehog    | Sonic the Hedgehog Level Pack    | 71244        | Sonic-The-Hedgehog-Level     |
| Die Goonies           | Goonies Level Pack               | 71267        | Sloth                        |
| Die Goonies           | Goonies Level Pack               | 71267        | One-Eyed Willy’s Pirate Ship |
| Die Goonies           | Goonies Level Pack               | 71267        | Skeleton Organ               |
| Die Goonies           | Goonies Level Pack               | 71267        | Die-Goonies-Level            |

### Team Packs
Team Packs kommen mit jeweils 2 Figuren und 2 Fahrzeugen und/oder Gadgets.
| Franchise           | Name des Packs                | Lego-Set Nr. | Inhalt                 |
| ------------------- | ----------------------------- | ------------ | ---------------------- |
| Jurassic World      | Jurassic World Team Pack      | 71205        | Owen Grady             |
| Jurassic World      | Jurassic World Team Pack      | 71205        | ACU-Wachmann           |
| Jurassic World      | Jurassic World Team Pack      | 71205        | Velociraptor           |
| Jurassic World      | Jurassic World Team Pack      | 71205        | Gyrosphäre             |
| Scooby-Doo          | Scooby-Doo Team Pack          | 71206        | Scooby-Doo             |
| Scooby-Doo          | Scooby-Doo Team Pack          | 71206        | Shaggy                 |
| Scooby-Doo          | Scooby-Doo Team Pack          | 71206        | Mystery Machine        |
| Scooby-Doo          | Scooby-Doo Team Pack          | 71206        | Scooby-Snack           |
| Lego Ninjago        | Lego Ninjago Team Pack        | 71207        | Kai                    |
| Lego Ninjago        | Lego Ninjago Team Pack        | 71207        | Cole                   |
| Lego Ninjago        | Lego Ninjago Team Pack        | 71207        | Blade Bike             |
| Lego Ninjago        | Lego Ninjago Team Pack        | 71207        | Boulder Bomber         |
| DC Comics           | Joker & Harley Team Pack      | 71229        | Der Joker              |
| DC Comics           | Joker & Harley Team Pack      | 71229        | Harley Quinn           |
| DC Comics           | Joker & Harley Team Pack      | 71229        | Jokers Helikopter      |
| DC Comics           | Joker & Harley Team Pack      | 71229        | Quinn-Mobil            |
| Harry Potter        | Harry Potter Team Pack        | 71247        | Harry Potter           |
| Harry Potter        | Harry Potter Team Pack        | 71247        | Lord Voldemort         |
| Harry Potter        | Harry Potter Team Pack        | 71247        | Verzaubertes Auto      |
| Harry Potter        | Harry Potter Team Pack        | 71247        | Hogwarts Express       |
| Adventure Time      | Adventure Time Team Pack      | 71246        | Jake                   |
| Adventure Time      | Adventure Time Team Pack      | 71246        | Beulenweltprinzessin   |
| Adventure Time      | Adventure Time Team Pack      | 71246        | BMO                    |
| Adventure Time      | Adventure Time Team Pack      | 71246        | Beulenauto             |
| Gremlins            | Gremlins Team Pack            | 71256        | Gizmo                  |
| Gremlins            | Gremlins Team Pack            | 71256        | Stripe                 |
| Gremlins            | Gremlins Team Pack            | 71256        | R.C. Racer             |
| Gremlins            | Gremlins Team Pack            | 71256        | Flash 'n' Finish       |
| The Powerpuff Girls | The Powerpuff Girls Team Pack | 71346        | Blossom                |
| The Powerpuff Girls | The Powerpuff Girls Team Pack | 71346        | Bubbles                |
| The Powerpuff Girls | The Powerpuff Girls Team Pack | 71346        | Octi                   |
| The Powerpuff Girls | The Powerpuff Girls Team Pack | 71346        | PPG Smartphone         |
| Teen Titans Go!     | Teen Titans Go! Team Pack     | 71255        | Beast Boy              |
| Teen Titans Go!     | Teen Titans Go! Team Pack     | 71255        | Raven                  |
| Teen Titans Go!     | Teen Titans Go! Team Pack     | 71255        | Zauberbuch von Azarath |
| Teen Titans Go!     | Teen Titans Go! Team Pack     | 71255        | T-Car                  |

### Fun Packs
Fun Packs kommen mit jeweils 1 Figur und einem Fahrzeug und/oder Gadget.
| Franchise                                         | Name des Packs                    | Lego-Set Nr. | Inhalt                      |
| ------------------------------------------------- | --------------------------------- | ------------ | --------------------------- |
| DC Comics                                         | Wonder Woman Fun Pack             | 71209        | Wonder Woman                |
| DC Comics                                         | Wonder Woman Fun Pack             | 71209        | Unsichtbarer Jet            |
| DC Comics                                         | Cyborg Fun Pack                   | 71210        | Cyborg                      |
| DC Comics                                         | Cyborg Fun Pack                   | 71210        | Cyberwache                  |
| DC Comics                                         | Aquaman Fun Pack                  | 71237        | Aquaman                     |
| DC Comics                                         | Aquaman Fun Pack                  | 71237        | Aqua-Wasserfahrzeug         |
| DC Comics                                         | Superman Fun Pack                 | 71236        | Superman                    |
| DC Comics                                         | Superman Fun Pack                 | 71236        | Hoverpod                    |
| DC Comics                                         | Bane Fun Pack                     | 71240        | Bane                        |
| DC Comics                                         | Bane Fun Pack                     | 71240        | Banes Bohrer                |
| The Lego Movie                                    | Emmet Fun Pack                    | 71212        | Emmet                       |
| The Lego Movie                                    | Emmet Fun Pack                    | 71212        | Emmets Bagger               |
| The Lego Movie                                    | Bad Cop Fun Pack                  | 71213        | Bad Cop                     |
| The Lego Movie                                    | Bad Cop Fun Pack                  | 71213        | Polizeiwagen                |
| The Lego Movie                                    | Benny Fun Pack                    | 71214        | Benny                       |
| The Lego Movie                                    | Benny Fun Pack                    | 71214        | Bennys Raumschiff           |
| The Lego Movie                                    | Unikitty Fun Pack                 | 71231        | Unikitty                    |
| The Lego Movie                                    | Unikitty Fun Pack                 | 71231        | Wolken-Kuckucks-Auto        |
| Lego Ninjago                                      | Jay Fun Pack                      | 71215        | Jay                         |
| Lego Ninjago                                      | Jay Fun Pack                      | 71215        | Sturmjäger                  |
| Lego Ninjago                                      | Nya Fun Pack                      | 71216        | Nya                         |
| Lego Ninjago                                      | Nya Fun Pack                      | 71216        | Samurai-Mech                |
| Lego Ninjago                                      | Zane Fun Pack                     | 71217        | Zane                        |
| Lego Ninjago                                      | Zane Fun Pack                     | 71217        | Ninjacopter                 |
| Lego Ninjago                                      | Sensei Wu Fun Pack                | 71234        | Sensei Wu                   |
| Lego Ninjago                                      | Sensei Wu Fun Pack                | 71234        | Fliegender weißer Drache    |
| Lego Ninjago                                      | Lloyd Fun Pack                    | 71239        | Lloyd                       |
| Lego Ninjago                                      | Lloyd Fun Pack                    | 71239        | Lloyds goldener Drache      |
| Der Herr der Ringe                                | Gollum Fun Pack                   | 71218        | Gollum                      |
| Der Herr der Ringe                                | Gollum Fun Pack                   | 71218        | Shelob der Große            |
| Der Herr der Ringe                                | Legolas Fun Pack                  | 71219        | Legolas                     |
| Der Herr der Ringe                                | Legolas Fun Pack                  | 71219        | Pfeilwerfer                 |
| Der Herr der Ringe                                | Gimli Fun Pack                    | 71220        | Gimli                       |
| Der Herr der Ringe                                | Gimli Fun Pack                    | 71220        | Axt-Streitwagen             |
| Legenden von Chima                                | Laval Fun Pack                    | 71222        | Laval                       |
| Legenden von Chima                                | Laval Fun Pack                    | 71222        | Mächtiger Löwenwagen        |
| Legenden von Chima                                | Cragger Fun Pack                  | 71223        | Cragger                     |
| Legenden von Chima                                | Cragger Fun Pack                  | 71223        | Sumpfskimmer                |
| Legenden von Chima                                | Eris Fun Pack                     | 71232        | Eris                        |
| Legenden von Chima                                | Eris Fun Pack                     | 71232        | Adler-Abfänger              |
| Der Zauberer von Oz                               | Böse Hexe Fun Pack                | 71221        | Böse Hexe des Westens       |
| Der Zauberer von Oz                               | Böse Hexe Fun Pack                | 71221        | Fliegender Affe             |
| Die Simpsons                                      | Bart Fun Pack                     | 71211        | Bart Simpson                |
| Die Simpsons                                      | Bart Fun Pack                     | 71211        | Gravity Sprinter            |
| Die Simpsons                                      | Krusty fun Pack                   | 71227        | Krusty                      |
| Die Simpsons                                      | Krusty fun Pack                   | 71227        | Clown Bike                  |
| Doctor Who                                        | Cyberman Fun Pack                 | 71238        | Cyberman                    |
| Doctor Who                                        | Cyberman Fun Pack                 | 71238        | Dalek                       |
| Zurück in die Zukunft                             | Doc Brown Fun Pack                | 71230        | Doc Brown                   |
| Zurück in die Zukunft                             | Doc Brown Fun Pack                | 71230        | Zeitreise-Zug               |
| Ghostbusters                                      | Stay Puft Fun Pack                | 71233        | Stay Puft                   |
| Ghostbusters                                      | Stay Puft Fun Pack                | 71233        | Terrorhund                  |
| Ghostbusters                                      | Slimer Fun Pack                   | 71241        | Slimer                      |
| Ghostbusters                                      | Slimer Fun Pack                   | 71241        | Schleimschießer             |
| A-Team                                            | A-Team Fun Pack                   | 71251        | B.A. Baracus                |
| A-Team                                            | A-Team Fun Pack                   | 71251        | B.A.s Van                   |
| Phantastische Tierwesen und wo sie zu finden sind | Tina Fun Pack                     | 71257        | Tina Goldstein              |
| Phantastische Tierwesen und wo sie zu finden sind | Tina Fun Pack                     | 71257        | Swooping Evil               |
| E.T. – Der Außerirdische                          | E.T. – Der Außerirdische Fun Pack | 71258        | E.T.                        |
| E.T. – Der Außerirdische                          | E.T. – Der Außerirdische Fun Pack | 71258        | Phone Home                  |
| Adventure Time                                    | Marceline Fun Pack                | 71285        | Marceline die Vampirkönigin |
| Adventure Time                                    | Marceline Fun Pack                | 71285        | Wahnsinnige Amp             |
| The LEGO Batman Movie                             | Excalibur Batman Fun Pack         | 71344        | Excalibur Batman            |
| The LEGO Batman Movie                             | Excalibur Batman Fun Pack         | 71344        | Bionisches Ross             |
| Knight Rider                                      | Knight Rider Fun Pack             | 71286        | Michael Knight              |
| Knight Rider                                      | Knight Rider Fun Pack             | 71286        | K.I.T.T.                    |
| Harry Potter                                      | Hermine Granger Fun Pack          | 71348        | Hermine Granger             |
| Harry Potter                                      | Hermine Granger Fun Pack          | 71348        | Seidenschnabel              |
| Lego City                                         | Lego City Fun Pack                | 71266        | Chase McCain                |
| Lego City                                         | Lego City Fun Pack                | 71266        | Polizei Hubschrauber        |
| Beetlejuice                                       | Beetlejuice Fun Pack              | 71349        | Betelgeuse                  |
| Beetlejuice                                       | Beetlejuice Fun Pack              | 71349        | Saturn Sandwurm             |
| The Powerpuff Girls                               | Buttercup Fun Pack                | 71343        | Buttercup                   |
| The Powerpuff Girls                               | Buttercup Fun Pack                | 71343        | Mega Blst Bot               |
| Teen Titans Go!                                   | Starfire Fun Pack                 | 71287        | Starfire                    |
| Teen Titans Go!                                   | Starfire Fun Pack                 | 71287        | Titan Robot                 |

### Polybags
Polybags enthalten jeweils nur eine Figur und wurden meist zu Werbezwecken verwendet.
| Franchise | Name des Packs | Lego-Set Nr. | Bemerkung                                                  |
| --------- | -------------- | ------------ | ---------------------------------------------------------- |
| DC Comics | Green Arrow    | 71342        |                                                            |
| DC Comics | Supergirl      | 71340        | Beilage zum Playstation 4 Starter Pack (Zeitlich begrenzt) |

### Synchronisation
| Rolle                                                                          | Originalsprecher                        | Deutscher Sprecher   |
| ------------------------------------------------------------------------------ | --------------------------------------- | -------------------- |
| Batman                                                                         | Troy Baker                              | Jaron Löwenberg      |
| Two-Face                                                                       | Troy Baker                              |                      |
| Gandalf                                                                        | Tom Kane                                | Eckart Dux           |
| Wyldstyle                                                                      | Elizabeth Banks                         | Maren Rainer         |
| Lord Vortech                                                                   | Gary Oldman                             | Frank-Otto Schenk    |
| X-PO                                                                           | Joel McHale                             | Roman Wolko          |
| Marty McFly                                                                    | Michael J. Fox                          | Sven Hasper          |
| Doc Brown                                                                      | Christopher Lloyd                       | Lutz Mackensy        |
| Zwölfter Doktor                                                                | Peter Capaldi                           | Bernd Vollbrecht     |
| Clara Oswald                                                                   | Jenna Coleman                           | Luisa Wietzorek      |
| Missy                                                                          | Michelle Gomez                          | Katharina Koschny    |
| Erster Doktor                                                                  | William Hartnell (Archivaufnahmen)      |                      |
| Zweiter Doktor                                                                 | Patrick Troughton (Archivaufnahmen)     |                      |
| Dritter Doktor                                                                 | Jon Pertwee (Archivaufnahmen)           | Gerald Schaale       |
| Vierter Doktor                                                                 | Tom Baker (Archivaufnahmen)             |                      |
| Fünfter Doktor                                                                 | Peter Davison (Archivaufnahmen)         |                      |
| Sechster Doktor                                                                | Colin Baker (Archivaufnahmen)           |                      |
| Siebter Doktor                                                                 | Sylvester McCoy (Archivaufnahmen)       |                      |
| Achter Doktor                                                                  | Paul McGann (Archivaufnahmen)           |                      |
| Kriegsdoktor                                                                   | John Hurt (Archivaufnahmen)             | Gerald Schaale       |
| Neunter Doktor                                                                 | Christopher Eccleston (Archivaufnahmen) |                      |
| Zehnter Doktor                                                                 | David Tennant (Archivaufnahmen)         |                      |
| Elfter Doktor                                                                  | Matt Smith (Archivaufnahmen)            |                      |
| K-9                                                                            | John Leeson                             |                      |
| Daleks                                                                         | Nicholas Briggs                         |                      |
| Cybermen                                                                       | Nicholas Briggs                         |                      |
| Dalek-Imperator                                                                | Nicholas Briggs                         | Manfred Erdmann      |
| CyberKing                                                                      | Nicholas Briggs                         |                      |
| Captain Jack Harkness                                                          | John Barrowman                          | Philipp Moog         |
| Wonder Woman                                                                   | Laura Bailey                            |                      |
| Dorothy Gale                                                                   | Laura Bailey                            |                      |
| Cyborg                                                                         | Bumper Robinson                         | Tobias Müller        |
| Superman                                                                       | Travis Willingham                       | Peter Flechtner      |
| Lex Luthor                                                                     | Travis Willingham                       | Gerald Paradies      |
| Der Joker                                                                      | Christopher Corey Smith                 | Bodo Wolf            |
| Der Riddler                                                                    | Roger Craig Smith                       | Dennis Schmidt-Foß   |
| Lois Lane                                                                      | Courtney Taylor                         |                      |
| Die Böse Hexe des Westens                                                      | Courtney Taylor                         |                      |
| General Zod                                                                    | Nolan North                             |                      |
| Lord Business                                                                  | Nolan North                             | Uwe Büschken         |
| Defective Turrets                                                              | Nolan North                             |                      |
| Adventure Core                                                                 | Nolan North                             |                      |
| Fact Core                                                                      | Nolan North                             |                      |
| Space Core                                                                     | Nolan North                             |                      |
| Boromir                                                                        | Nolan North                             | Torsten Michaelis    |
| Bane                                                                           | Steve Blum                              |                      |
| Sauron                                                                         | Steve Blum                              |                      |
| Commissioner James Gordon                                                      | Steve Blum                              | Jan Spitzer          |
| Harley Quinn                                                                   | Tara Strong                             |                      |
| Robin                                                                          | Scott Menville                          | Konrad Bösherz       |
| Brainiac                                                                       | Dee Bradley Baker                       | Rainer Fritzsche     |
| The Flash                                                                      | Charlie Schlatter                       |                      |
| Aquaman                                                                        | Brian Bloom                             |                      |
| Frodo                                                                          | Elijah Wood                             | Timmo Niesner        |
| Gimli                                                                          | John Rhys-Davies                        | Jürgen Kluckert      |
| Gollum                                                                         | Liam O’Brien                            | Andreas Fröhlich     |
| Buford „Mad Dog“ Tannen                                                        | Liam O’Brien                            |                      |
| Legolas                                                                        | Orlando Bloom (Archivaufnahmen)         | Philipp Moog         |
| Saruman                                                                        | Roger L. Jackson                        | Otto Mellies         |
| Sam                                                                            | Sean Astin                              | Patrick Bach         |
| Batman (The Lego Movie)                                                        | Will Arnett                             |                      |
| Unikitty                                                                       | Alison Brie                             |                      |
| Benny                                                                          | Charlie Day                             | Gerrit Schmidt-Foß   |
| Bad Cop/Good Cop                                                               | Liam Neeson                             |                      |
| Eisenbart                                                                      | Nick Offerman                           |                      |
| Emmet Brickowski                                                               | Chris Pratt                             | Patrick Schröder     |
| Owen Grady                                                                     | Chris Pratt                             | Leonhard Mahlich     |
| Mrs. Scratchen-Post                                                            | Charity James                           |                      |
| Scooby-Doo                                                                     | Frank Welker                            | Willi Röbke          |
| Slimer                                                                         | Frank Welker                            |                      |
| Stay Puft                                                                      | Frank Welker                            |                      |
| Dada-Doo                                                                       | Frank Welker                            | Willi Roebke         |
| Mumsy-Doo                                                                      | Frank Welker                            |                      |
| Shaggy                                                                         | Frank Welker                            | Florian Halm         |
| Fred                                                                           | Matthew Lillard                         | Tobias Müller        |
| Daphne                                                                         | Grey Griffin                            | Jill Böttcher        |
| Velma                                                                          | Mindy Cohn                              | Giuliana Jakobeit    |
| Raymond „Ray“ Stantz                                                           | Dan Aykroyd                             | Thomas Schmuckert    |
| Peter Venkman                                                                  | Bill Murray (Archivaufnahmen)           | Arne Elsholtz        |
| Egon Spengler                                                                  | Harold Ramis (Archivaufnahmen)          | Christoph Banken     |
| Dana Barrett                                                                   | Sigourney Weaver (Archivaufnahmen)      |                      |
| Claire Dearing                                                                 | Bryce Dallas Howard                     | Maria Koschny        |
| Grey Mitchell                                                                  | Ty Simpkins                             |                      |
| Zach Mitchell                                                                  | Nick Robinson                           | Sebastian Fitzner    |
| Simon Masrani                                                                  | Irrfan Khan                             | Olaf Reichmann       |
| Lowery                                                                         | Jake Johnson                            |                      |
| ACU-Wachmann                                                                   | Robin Atkin Downes                      | Thomas Schmuckert    |
| Homer Simpson                                                                  | Dan Castellaneta                        | Norbert Gastell      |
| Krusty der Clown                                                               | Dan Castellaneta                        | Hans-Rainer Müller   |
| Hans Maulwurf                                                                  | Dan Castellaneta                        |                      |
| Grampa Simpson                                                                 | Dan Castellaneta                        |                      |
| GLaDOS                                                                         | Ellen McLain                            |                      |
| Turrets                                                                        | Ellen McLain                            |                      |
| Wheatley                                                                       | Stephen Merchant                        | Tobias Meister       |
| Cave Johnson                                                                   | J. K. Simmons                           |                      |
| Meister Chen                                                                   | William Salyers                         | Michael Pan          |
| Die Vogelscheuche                                                              | William Salyers                         |                      |
| Der feige Löwe                                                                 | Jess Harnell                            |                      |
| Der Zinnmann                                                                   | David Mitchell                          |                      |
| Munchkin-Bürgermeister                                                         | Andre Sogliuzzo                         |                      |
| Sensei Garmadon                                                                | Andre Sogliuzzo                         | Klaus-Dieter Klebsch |
| Tante Em                                                                       | Karen Strassman                         |                      |
| P.I.X.A.L.                                                                     | Karen Strassman                         | Claudia Gáldy        |
| Lloyd Garmadon (Meister der Grünen/Goldenen Kraft/Grüner Ninja/Goldener Ninja) | -                                       | Christian Zeiger     |
| Kai Smith (Meister des Feuers/Roter Ninja)                                     | -                                       | Wanja Gerick         |
| Zane Julien (Meister des Eises/Weißer Ninja/Titan Ninja)                       | Yuri Lowenthal                          | Robin Kahnmeyer      |
| Cole Bucket (Meister der Erde/Schwarzer Ninja)                                 | -                                       | Dirk Stollberg       |
| Jay Walker (Meister des Blitzes/Blauer Ninja)                                  | Mick Wingert                            | Tobias Nath          |
| Nya Smith (Meisterin des Wassers/Samurai X/Blauer Ninja)                       | Eliza Jane Schneider                    | Magdalena Turba      |
| Sensei Wu Garmadon                                                             | Steve Blum                              | Hasso Zorn           |
| Dareth (Brauner Ninja)                                                         | -                                       | Dennis Schmidt-Foß   |
| Laval                                                                          | Robert Webb                             | Kim Hasper           |
| Cragger                                                                        | John Gegenhuber                         | Tim Sander           |
| Eris                                                                           | Julie Wittner                           | Sonja Spuhl          |
| Lagravis                                                                       | -                                       | Helmut Gauß          |
| Sonic the Hedgehog                                                             | Roger Craig Smith                       | Marc Stachel         |
| Miles „Tails“ Prower                                                           | Colleen O’Shaughnessey                  | Anke Kortemeier      |
| Knuckles the Echidna                                                           | Travis Willingham                       | Claus-Peter Damitz   |
| Amy Rose                                                                       | Cindy Robinson                          | Shandra Schadt       |
| Dr. Eggman                                                                     | Mike Pollock                            | Hartmut Neugebauer   |
| Shadow the Hedgehog                                                            | Kirk Thornton                           | Klaus Lochthove      |
| Big the Cat                                                                    | Oliver Wyman                            | Manfred Erdmann      |
| Omochao                                                                        | Laura Bailey                            | Tabea Börner         |
| Chase McCain                                                                   | -                                       | Sven Gerhardt        |
| Harry Potter                                                                   | Daniel Radcliffe (Archivaufnahmen)      | Nico Sablik          |
| Lord Voldemort                                                                 | Ralph Fiennes (Archivaufnahmen)         | Udo Schenk           |
| Hermine Granger                                                                | Emma Watson (Archivaufnahmen)           | Gabrielle Pietermann |

## Rezeption
Lego Dimensions erhielt überwiegend positive Bewertungen. Die Rezensionsdatenbank Metacritic aggregiert insgesamt 70 Rezensionen zu einem Mittelwert von 80 (PlayStation 4), 62 (Wii U) bzw. 80 (Xbox One).